# Телефонплан (станція метро)
59°17′53″ пн. ш. 17°59′49″ сх. д. / 59.298056° пн. ш. 17.996944° сх. д.
«Телефонплан» (швед. Telefonplan) — станція Червоної лінії Стокгольмського метрополітену, обслуговується потягами маршруту Т14.
Станція була відкрита 5 квітня 1964 року у складі першої черги Червоної лінії від Т-Сентрален
.
Відстань до Слюссена становить 5,4 км.
Пасажирообіг станції в будень —	11,400 осіб (2019)
.
Розташування: боро Гегерстен, Седерорт. 
Конструкція: відкрита наземна станція з однією острівною прямою платформою.

## Операції
| Попередня станція                 | Лінія | Лінія     | Лінія | Наступна станція           |
| --------------------------------- | ----- | --------- | ----- | -------------------------- |
| Мідсоммаркрансен до Мербю-сентрум |       | Лінія T14 |       | Гегерстенсосен до Фруенген |